# Tony Cliff
Tony Cliff (* 20. Mai 1917 in Zichron Jaʿakov, Palästina; † 9. April 2000 in London), eigentlich Yigael Gluckstein, war ein britischer Trotzkist.

## Werdegang
Im palästinensischen Jischuv gehörte Cliff zusammen mit Jakob Moneta, Jakob Taut, Rudolf Segall und Jabra Nicola dem trotzkistischen „Bund Revolutionärer Kommunisten“ an, der sich in seinem Manifest „Gegen den Strom“ (1948) für ein binationales jüdisch-arabisches Gemeinwesen innerhalb eines „Vereinigten Sozialistischen Arabischen Ostens“ aussprach.
Cliff wurde zu Beginn des Koreakriegs 1950 aus der trotzkistischen Vierten Internationale ausgeschlossen, als er sich weigerte, für China und Nordkorea und gegen die USA Stellung zu beziehen.
Er war Mitbegründer der trotzkistischen Socialist Workers Party in Großbritannien und des internationalen Netzwerks trotzkistischer Gruppen International Socialist Tendency sowie Autor zahlreicher Bücher, darunter eine Lenin- und eine Trotzki-Biografie, seine Autobiografie A world to win sowie seine Schrift Staatskapitalismus in Rußland, in welcher er den Klassencharakter der Sowjetunion als „Staatskapitalismus“ definierte. Cliff gehörte damit zu jenen linken, lenistischen Autoren, die seit den 1950er Jahren „den Charakter der stalinistischen Sowjetunion zu beleuchten“ versuchten.
Er war verheiratet mit Chanie Rosenberg (1922–2021).